# Sydkoreas fodboldlandshold
Sydkoreas fodboldlandshold er det nationale fodboldhold i Sydkorea. Det administreres af forbundet Korea Football Association. 
Holdet spillede sine første kampe ved Sommer-OL 1948 og har siden 1950'erne været en magtfaktor i asiatisk fodbold. Det har deltaget ved syv verdensmesterskaber og var sammen med Japan vært i 2002. Ved denne slutrunde havde sydkoreanerne under den hollandske træner Guus Hiddink stor succes; de besejrede favoritter som Portugal, Italien og Spanien og endte på fjerdepladsen. Dette resulterede i en euforisk stemning i store dele af befolkningen.
Ved VM 2006 vandt Sydkoreas landshold 2-1 over Togo og spillede uafgjort 1-1 med Frankrig, men røg ud af turneringen efter et nederlag på 2-0 mod Schweiz.
Deres stjerner er Tottenham Hotspurspilleren Son Heung-min, og Bayern München spilleren Kim Min-jae.

## Turneringsoversigt

### Verdensmesterskabet
| År   | Værtsland        | Sydkoreas placering |
| ---- | ---------------- | ------------------- |
| 1930 | Uruguay          | Ikke kvalificeret   |
| 1934 | Italien          | Ikke kvalificeret   |
| 1938 | Frankrig         | Ikke kvalificeret   |
| 1950 | Brasilien        | Ikke kvalificeret   |
| 1954 | Schweiz          | Indledende runde    |
| 1958 | Sverige          | Deltog ikke         |
| 1962 | Chile            | Ikke kvalificeret   |
| 1966 | England          | Ikke kvalificeret   |
| 1970 | Mexico           | Ikke kvalificeret   |
| 1974 | Vesttyskland     | Ikke kvalificeret   |
| 1978 | Argentina        | Ikke kvalificeret   |
| 1982 | Spanien          | Ikke kvalificeret   |
| 1986 | Mexico           | Indledende runde    |
| 1990 | Italien          | Indledende runde    |
| 1994 | USA              | Indledende runde    |
| 1998 | Frankrig         | Indledende runde    |
| 2002 | Sydkorea & Japan | 4. plads            |
| 2006 | Tyskland         | Indledende runde    |
| 2010 | Sydafrika        | Ottendedelsfinale   |
| 2014 | Brasilien        | Indledende runde    |
| 2018 | Rusland          | Indledende runde    |